# Tom Williams (Eishockeyspieler)
Thomas Charles „Tom“ Williams (* 7. Februar 1951 in Windsor, Ontario) ist ein ehemaliger kanadischer Eishockeyspieler, der im Verlauf seiner aktiven Karriere zwischen 1968 und 1979 unter anderem 426 Spiele für die New York Rangers und Los Angeles Kings in der National Hockey League auf der Position des linken Flügelstürmers bestritten hat.

## Karriere
Williams verbrachte seine Juniorenzeit zwischen 1968 und 1971 bei den Hamilton Red Wings in der Ontario Hockey Association. In allen drei Jahren erreichte der linke Flügelstürmer jeweils über 20 Tore und 50 Scorerpunkte, sodass er im NHL Amateur Draft 1971 bereits in der zweiten Runde an 27. Stelle von den New York Rangers aus der National Hockey League ausgewählt wurde.
Der Angreifer wechselte daraufhin im Sommer 1971 in den Profibereich, kam in den folgenden beiden Spielzeiten aber hauptsächlich zunächst in der Central Hockey League bei den Omaha Knights und anschließend in der American Hockey League bei den Providence Reds zum Einsatz. Während der beiden Spieljahre kam Williams aber auch zu seinem NHL-Debüt für New York und wurde in der CHL als Rookie of the Year ausgezeichnet. Nach 13 Einsätzen über einen Zeitraum von zwei Jahren stand der Kanadier mit Beginn der Saison 1973/74 im Stammkader der New York Rangers. Diese trennten sich jedoch Ende November 1973 in einem Transfergeschäft von ihm, als er gemeinsam mit Mike Murphy und Sheldon Kannegiesser an die Los Angeles Kings abgegeben wurde. Im Gegenzug sicherten sich die New York Rangers die Dienste von Gilles Marotte und Réal Lemieux.
Mit der bereits begonnenen Spielzeit verbrachte Williams sechs Spielzeiten bei den Kaliforniern und erwies sich dort als konstanter Scorer. Sein bestes Jahr absolvierte er in der Saison 1976/77, als er 74 Punkte erzielte, worunter sich 35 Tore befanden. Nachdem seine Offensivproduktion in den beiden Folgejahren rapide sank, trennten sich die Kings im August 1979 von Williams. Sie schickten ihn zu den St. Louis Blues, um ein zwei Monate zuvor getätigtes Transfergeschäft zu begleichen. Bei den Blues konnte Williams nicht Fuß fassen und begann die Saison beim Farmteam Salt Lake Golden Eagles in der Central Hockey League. Nach elf Spielen für das Team beendete er noch im Saisonverlauf im Alter von 28 Jahren seine aktive Karriere.

## Erfolge und Auszeichnungen
- 1972 CHL Rookie of the Year
- 1972 CHL Second All-Star Team

## Karrierestatistik
(Legende zur Spielerstatistik: Sp oder GP = absolvierte Spiele; T oder G = erzielte Tore; V oder A = erzielte Assists; Pkt oder Pts = erzielte Scorerpunkte; SM oder PIM = erhaltene Strafminuten; +/− = Plus/Minus-Bilanz; PP = erzielte Überzahltore; SH = erzielte Unterzahltore; GW = erzielte Siegtore; 1 Play-downs/Relegation; Kursiv: Statistik nicht vollständig)